# Wendel Roskopf
Wendel Roskopf (ur. ok. 1480 w Görlitz, zm. 25 czerwca 1549 tamże) – niemiecki architekt, budowniczy i kamieniarz doby późnego średniowiecza i wczesnego renesansu, działający na obszarze Łużyc, Czech i Dolnego Śląska.

## Życiorys
Roskopf pobierał nauki w Pradze, u królewskiego budowniczego Benedikta Rieda. Uczestniczył w licznych przedsięwzięciach budowlanych na terenie Czech, m.in. w Kutnej Horze i Taborze. Od około 1517 mieszkał w Görlitz, gdzie podejmował się projektów budowlanych, a w latach 1523–1546 był członkiem rady miejskiej. Budował także m.in. we Wrocławiu, Bolesławcu (ratusz z salą ślubów, kopiującą salę władysławowską na Hradczanach) i część zamku w Grodźcu, rozbudował ratusz w Lwówku Śląskim oraz w latach 1537–1538 wykonał ozdobne schody z balkonem w starym ratuszu w Görlitz. Brakuje źródeł pisanych na wiele z przypisywanych mu budów (np. w Legnicy).
Wendel Roskopf był dwukrotnie żonaty i miał dwóch synów (Wendel Młodszy, Nicholas) oraz trzy córki (Katharinę, Margarete i Barbarę). Syn Roskopfa z pierwszego małżeństwa, Wendel Młodszy (Wender der Jüngere), również był budowniczym w Görlitz.